# Viola Fischerová
Viola Fischerová (Brno, 18 de octubre de 1935 – Praga, 4 de noviembre de  2010) fue una poeta y traductora checa.

## Biografía
Su padre era Josef Ludvík Fischer y su hermanastra era Sylva Fischerová. Estudió estudios eslavos en las universidades de Brno y Praga.
She was a friend of Václav Havel.
En la década de los 60, trabajó como editora en la Radio Checoslovaca. En 1968, eligió el exilio con su futuro marido Karel Michal a Suiza, donde estudió alemán e historia en la Universidad de Basilea a la vez que trabajaba como profesora. Después de la muerte de su marido en 1984, fue a Alemania y trabajó en Radio Free Europe.
Se volvió a casar con Josef Jedlička y se fue a vivir a Praga.
Su primera colección de poesía no pudo salir en 1957, por lo que su debut poético oficial fue en 1993, con la colección de poemas "Réquiem por Pavel Buksa".

## Premios
Ganó el Premio Lírico de Dresde 2006 por su libro "Nyní" en traducción alemana; el Libro Infantil Checo del Año 2006 por "Co vyprávěla dlouhá chvíle"; y el Libro de Poesía Checo del Año 2010, por "Domek na vinici".

## Obras
- Zádušní básně za Pavla Buksu (Requiem por Pavel Buksa), Petrov, 1993
- Babí hodina (La hora de las viejas), Nakladatelství Franze Kafky, 1995
- Jak pápěří (Como una pluma), Artforum - Jazzová sekce, 1995, ISBN 978-80-85271-18-8
- Odrostlá blízkost (Proximidad cultivada), Petrov, 1996, ISBN 978-80-85247-78-7
- Divoká dráha domovů (Pista salvaje de hogares), Torst, 1998, ISBN 978-80-7215-068-7
- Matečná samota (Soledad materna), Petrov, 2002, ISBN 978-80-7227-124-5
- Nyní: Praha-Elba-Praha 2002-2003 (Ahora), Petrov, 2004, ISBN 978-80-7227-185-6
- Co vyprávěla dlouhá chvíle (Lo que el aburrimiento dijo de los hogares), Meander, 2005, ISBN 978-80-86283-37-1
- Předkonec (Final preliminar), Agite/Fra, 2007, ISBN 978-80-86603-46-9
- Písečné dítě (Niño de arena), Agite/Fra, 2007, ISBN 978-80-86603-59-9
- Domek na vinici (Una casita en el viñedo), Agite/Fra, 2009, ISBN 978-80-86603-88-9